# Jacques Bertillon

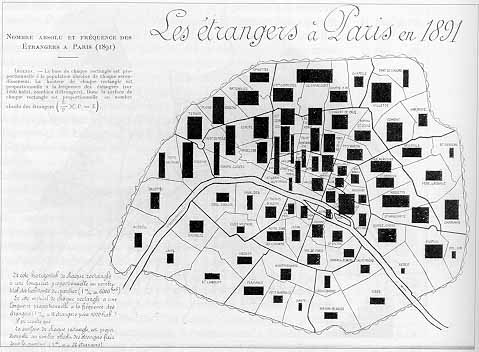
Carte des étrangers à Paris 1891

Jacques Bertillon (Parigi, 1º aprile 1851 – Valmondois, 7 luglio 1922) è stato uno statistico francese.

## Biografia
Nato a Parigi, Bertillon era figlio dello statistico Louis-Adolphe Bertillon e fratello maggiore di Alphonse Bertillon.
Fece studi da medico, ma, successivamente, si dedicò alla statistica. Nel 1880 scrisse La statistique humaine en France.
Nel 1893 introdusse la "Classificazione delle Cause di Morte Bertillon", che venne adottata in molti Paesi ed è considerata il precursore della Classificazione ICD.